# Tamara Milanova
Tamara Milanova, született: Tako Gachechiladze (Tbiliszi, 1983. március 17. –) grúz énekes. Ő képviselte Grúziát a 2017-es Eurovíziós Dalfesztiválon Kijevben. Versenydala a Keep the Faith (magyarul: Őrizd meg a hitet!) volt.  Az első elődöntőből nem sikerült továbbjutnia, itt a 11. helyen végzett 99 ponttal.
2018-ban házasságot kötött Borislav Milanov bolgár zeneszerző-producerrel.